# 始阳镇
始阳镇，是中华人民共和国四川省雅安市天全县下辖的一个乡镇级行政单位。2019年12月，撤销大坪乡，将原大坪乡大坪村、毛山村、大窝村、徐家村、瓦坪村和原多功乡多功村、半沟村、罗代村，以及乐英乡盐店社区、石家村所属行政区域划归始阳镇管辖。

## 行政区划
始阳镇下辖以下地区：
始阳社区、新村、兴中村、新民村、光荣村、荡村、破磷村、乐坝村、切山村、沙漩村、秧田村、柳家村、苏家村和九十村。